# JTS
Pour les articles homonymes, voir JTS (homonymie).
JTS Corporation, anciennement JT Storage, Inc., est une entreprise américaine disparue, fondée le 3 février 1994 par Sirjang Tandon (inventeur de la disquette et du lecteur double-face) et Tom Mitchell (cofondateur de Seagate et ancien président de Seagate et Conner Peripherals), qui exerçait son activité dans le domaine de la fabrication de disques durs. En 1996, JTS Corp. rachète Atari Corporation puis débauche des employés Atari Corp. et liquide ses stocks. En 1998, JTS Corp. fait faillite, malgré l'apport de liquidités d'Atari Corp., et revend une grande partie de ses propriétés intellectuelles à Hasbro Interactive,.

## Historique
Le 13 février 1996, JTS Corporation annonce un accord de fusion avec Atari Corporation, un fabricant de consoles de jeux vidéo et d'ordinateurs domestiques, qui prévoit que JTS Corporation serait majoritaire et détiendrait la présidence. JTS Corporation avait beaucoup de stocks, mais engendrait peu de trésorerie. De son côté, Atari Corp. avait de l'argent, principalement grâce à une série de procès gagnés au début de la décennie, suivi par de bons investissements. Mais avec les difficultés rencontrées par sa console Jaguar sur le marché, les pertes importantes, et pas de nouveaux produits à vendre, Atari Corp. s'attend à manquer d'argent dans les deux ans.
Le 18 juin 1996 JT Storage, Inc. est renommé JTS Corporation. La fusion entre Atari Corp. et JTS Corporation est officialisée en juillet 1996.
Alors que JTS Corporation avait annoncé à quelques semaines de la fusion son intention de faire perdurer les deux marques, la majorité des employés de Atari Corporation sont licenciés et le reste des stocks est vendus à des liquidateurs. Atari Corp. disparait en 1996.
Même avec l'injection de liquidités d'Atari Corp., JTS Corporation est rapidement à court d'argent. Le 23 février 1998, JTS Corporation vend les propriétés intellectuelles de Atari Corporation à Hasbro Interactive (plus précisément à une de ses filiales nommée Hiac Xi Corporation) pour 5 millions de dollars en espèces. Plus tard cette année-là, le 11 décembre 1998, JTS Corporation dépose le bilan et déclarée en faillite involontaire le 28 février 1999.